# 4 de Julho Esporte Clube
O 4 de Julho Esporte Clube, também conhecido como Gavião Colorado ou Colorado de Piripiri, é uma agremiação de futebol brasileira com sede na cidade de Piripiri, estado do Piauí. 
Sua fundação ocorreu em 4 de julho de 1987, sendo estabelecido por um grupo de atletas amadores liderados por Luiz Cavalcante e Menezes, em conjunto com Antônio Evangelista de Souza, popularmente conhecido como Curica. Inicialmente, a residência deste último serviu como a primeira sede do clube, situada adjacente ao Mercado Público Central da mencionada localidade. Ao longo de sua trajetória, o Colorado conquistara o título do Campeonato Piauiense em quatro ocasiões distintas, nos anos de 1992, 1993, 2011 e 2020. Além destes feitos, o clube também venceu a Copa Piauí em 2017. Seu nome e fundação se dá por conta da fundação da cidade de Piripiri. 

## História
Fundado em 1987, foi denominado 4 de Julho em homenagem à data na qual se comemora a emancipação política da cidade de Piripiri. Suas cores, vermelha e branca, foram inspiradas no Náutico, de Pernambuco, onde surgiu o primeiro jogo de uniformes, réplicas das roupas do time recifense, levadas pelos seus fundadores. No futebol amador, o Colorado conquistou diversos títulos municipais e regionais, durante as primeiras décadas.
No final dos anos 80, o clube passou a enfrentar, em torneios comemorativos, datas festivas e partidas amistosas, os grandes clubes profissionais do estado do Piauí à época, tais como River, Flamengo do Piauí, Tiradentes-PI e Piauí Esporte Clube, bem como clubes do Estado do Maranhão (Moto Club e Sampaio Corrêa) e também do Estado do Ceará (Fortaleza, Ferroviário e Ceará), além de enfrentar clubes e selecionados da região da Serra da Ibiapaba (Serra Grande), fator que contribuiu para que a equipe obtivesse grande destaque, alcançando projeção regional.
Em 1988, um ano após a sua fundação, o clube ingressou no futebol profissional, sendo vice-campeão estadual logo nos dois primeiros anos de sua profissionalização, período em que havia a predominância dos clubes da capital, onde todas as finais eram disputadas.
O surpreendente desempenho do 4 de Julho motivou o surgimento de mais clubes no interior do Piauí e liderou um movimento pelo equilíbrio nas regras do futebol piauiense, entre os clubes da capital e do interior.
Nos anos de 1992 e 1993, o clube sagrou-se bicampeão profissional piauiense. Em 2011, veio o tricampeonato e, recentemente, no ano de 2020, sagrou-se tetracampeão piauiense de futebol.
No âmbito nacional, em 1989, o clube participou da Série B do Campeonato Brasileiro, sendo eliminado na primeira fase. Participou também das edições 1993 e 1997 da Série C, eliminado ainda na primeira fase em ambos os anos. 21 anos depois voltou a disputar um campeonato nacional, o Campeonato Brasileiro de Futebol de 2018 - Série D, repetindo a participação novamente em 2021, todavia sendo a melhor campanha da equipe no certame. Neste ano também, pela primeira vez, disputou a Copa do Nordeste, em seu debute na competição caiu ainda na fase de grupos.
Pela Copa do Brasil, o clube soma seis participações, sendo a melhor campanha em 2021, chegando à terceira fase ao derrotar o Confiança e o Cuiabá (algo até então inédito na história do clube) na primeira e segunda fase, respectivamente. Na terceira fase, a equipe recebeu o São Paulo e venceu a equipe paulista no primeiro jogo. No jogo de volta, a equipe piauiense foi derrotada por 9 a 1, sendo eliminada do torneio. A campanha do clube foi histórica pois eliminou dois clubes das séries A e B.
Em 2025, pelo jogo de volta da segunda fase do Campeonato Piauiense, o Gavião foi derrotado pelo Altos, por 4-0, no estádio Albertão, em Teresina. Com este resultado o Colorado permaneceu na sétima (penúltima) colocação do campeonato, com oito pontos, ficando com uma das piores campanhas gerais, junto com o River, e, por isso, acabou sendo rebaixado para à Segunda Divisão Estadual.

## Títulos
| ESTADUAIS | ESTADUAIS                              | ESTADUAIS | ESTADUAIS               |
|           | Competição                             | Títulos   | Temporadas              |
| --------- | -------------------------------------- | --------- | ----------------------- |
|           | Campeonato Piauiense                   | 4         | 1992, 1993, 2011 e 2020 |
|           | Copa Piauí                             | 1         | 2017                    |
|           | Campeonato Piauiense - Segunda Divisão | 2         | 2003 e 2016             |

## Estatísticas

### Participações
|  | Participações em 2025 |

| Competição | Competição           | Temporadas | Melhor campanha       | Anos                                       | P | R |
| Piauí      | Campeonato Piauiense | 35         | Campeão (4 vezes)     | 1988-1995, 1997-2000, 2002-2015, 2017-2025 |   | 3 |
| Piauí      | 2ª Divisão           | 2          | Campeão (2003 e 2016) | 2003, 2016                                 | 2 |   |
|            | Copa do Nordeste     | 1          | 14º colocado (2021)   | 2021                                       |   |   |
| Brasil     | Série B              | 1          | Primeira fase (1989)  | 1989                                       | – | – |
| Brasil     | Série C              | 2          | 37º colocado (1997)   | 1993, 1997                                 | – | – |
| Brasil     | Série D              | 3          | 2ª fase (2021)        | 2018, 2021-2022                            | – |   |
| Brasil     | Copa do Brasil       | 6          | 3ª fase (2021)        | 1993-1994, 2000, 2005, 2012, 2021          |   |   |

## Ranking da CBF
Ranking atualizado em junho de 2024
- Posição: 97º
- Pontuação: 690 pontos

Ranking criado pela Confederação Brasileira de Futebol para pontuar todos os clubes do Brasil.